# Rhynchospora maguireana
Rhynchospora maguireana är en halvgräsart som beskrevs av Tetsuo Michael Koyama. Rhynchospora maguireana ingår i släktet småag, och familjen halvgräs. Inga underarter finns listade i Catalogue of Life.